# Turdidae
Los túrdidos (Turdidae) son una familia de aves paseriformes que comprende 193 especies distribuidas casi por todo el mundo. Sus miembros, denominados comúnmente zorzales, mirlos o tordos, son pájaros de tamaño medio, en su mayoría forestales, que se alimentan de insectos, otros invertebrados y fruta. La mayoría son aves sedentarias, aunque algunas son migratorias.
Algunas especies no emparentadas de todo el mundo han recibido el nombre de tordos por su parecido con las aves de esta familia.

## Descripción
Los túrdidos son una familia numerosa que comprende ciento sesenta y siete especies. Los túrdidos son pájaros rechonchos, de plumaje suave, de tamaño medio, que viven en zonas arboladas y suelen alimentarse en el suelo. La mayoría de las especies tienen plumajes grises o de tonos pardos, con frecuencia con las partes inferiores moteadas. Su pico es fuerte y adaptado para cazar insectos. El género con mayor número de especies es Turdus, representado por ochenta y tres especies, siendo la más conocida de Europa el mirlo (Turdus merula), cuyo macho es completamente negro, mientras que la especie americana más conocida es el zorzal robín (Turdus migratorius), de pecho rojizo. El túrdido más grande era el arrenga común, con un peso medio de 178 g y 33 cm de longitud, pero ha sido trasladado a la familia Muscicapidae. El mirlo grande es de longitud similar, pero de constitución más ligera.
Son principalmente insectívoros, pero la mayoría de ellos también comen lombrices, caracoles y frutos. Muchas especies de climas templados son sedentarias, mientras que otras migran a latitudes más altas durante el verano, con frecuencia a distancias considerables.
Los túrdidos también se caracterizan por sus cantos complejos y melodiosos, en especial los miembros de los géneros Catharus, Myadestes, Sialia y Turdus.

## Ecología
En la familia existen grupos con grandes diferencias de costumbres y morfología. Los miembros de la familia se hallan distribuidos por todo el mundo; solo faltan en algunas islas remotas y en las partes extremas de regiones árticas, debido a la ausencia de invertebrados y frutos de los que alimentarse, aunque hay especies adaptadas al clima de alta montaña. Los zorzales viven en zonas arboladas, frecuentan los árboles para otear y esconderse, pero sus patas son robustas y relativamente largas, adaptadas para desplazarse en el suelo. Aunque pueden caminar suelen desplazarse a saltos. Varias especies son divagantes y cubren grandes distancias desde su área de alimentación a su área de cría. Las especies que anidan en climas árticos son migratorias. Los zorzales tienen generalmente gran habilidad para cantar. Algunas especies tienen cantos muy atractivos y variados que difieren de un individuo a otro de la misma especie. Cantan tanto de día como de noche y tienen varios tipos de canto, para lanzar distintos mensajes. pueden cantar desde la parte más alta del árbol, siendo visibles a gran distancia, o camuflados entre el follaje.
La mayoría de las especies anidan en árboles y arbustos, pero algunas lo hacen exclusivamente en el suelo. Su hábitat natural es el bosque, tanto caducifolio como de coníferas, y la selva, aunque existen ciertos grupos que anidan en tierras áridas, los lechos de grava de los ríos o las estepas desde el nivel del mar a la alta montaña. La mayoría de especies tienden a vivir en el sotobosque, desde terrenos húmedos cubiertos de bosque o selva a jardines de las ciudades. Son muy adaptables y algunas especies habitan incluso en cultivos madereros de especies exóticas. Cambian su comportamiento rápidamente según las circunstancias, volviéndose muy retraídos e incluso nocturnos, y también, si se dan las circunstancias necesarias, extremadamente confiados, tomando el alimento directamente de la mano en algunos parques públicos. En zonas antrópicas tienen predilección por los jardines de los polígonos industriales y áreas densamente humanizadas, por lo que son comunes cerca de fábricas, industrias químicas y centrales energéticas. Las especies han sido cazadas desde antiguo y numerosas especies están extinguidas o en peligro de desaparecer, por lo cual están protegidas sus poblaciones en algunos países o sometidas a épocas de veda en la mayoría.
Por lo común construyen su nido tapizado de plumas y pelo, entrelazando hierbas y ramitas, reforzándolo con barro y dándole forma de cuenco. Ponen de dos a cinco huevos, que suelen ser de azul celeste a blanco o de blanco a castaño, pintados en ocasiones de tonos más oscuros. Ambos progenitores colaboran en la cría de los polluelos.
Frecuentemente se alimentan en el suelo. Propagan las semillas de las especies vegetales cuyos frutos consumen, contribuyendo a la difusión de muchos árboles, como el  majuelo, el almez y el acebuche, y son muy importantes en la conservación de la mayoría de las especies de enebros y sabinas. Se alimentan de todo tipo de invertebrados, moluscos, gusanos e insectos que son capaces de cazar al vuelo, pero en ciertas épocas del año, lo hacen también de frutas de pequeño y mediano tamaño, por lo que se les considera en algunas regiones, perjudiciales para los cultivos. Los tremátodos atraen a estas aves hacia los caracoles en que viven, logrando así infectarlos. Los túrdidos, especializados en capturar caracoles, son atraídos por destellos luminosos en los tentáculos, en los "cuernos" de los ojos o en las "orejas" de los caracoles acuáticos, producidos por los parásitos. Es un fenómeno inverso al aposematismo.
Algunas especies se han especializado en seguir a las columnas de hormigas legionarias (Ecitoninae) para cazar los pequeños invertebrados que huyen de las hormigas.

## Taxonomía
La familia Turdidae fue introducida (como Turdinia) por el polímata francés Constantine Samuel Rafinesque. Constantine Samuel Rafinesque en 1815.
El tratamiento taxonómico de esta gran familia ha variado significativamente en los últimos años. Tradicionalmente, los Turdidae incluían a las pequeñas especies del Viejo Mundo, como el ruiseñor y el petirrojo europeo en la subfamilia Saxicolinae, pero la mayoría de las autoridades sitúan ahora a este grupo en la familia papamoscas del Viejo Mundo Muscicapidae. Los análisis filogenéticos moleculares han demostrado que la familia Turdidae es miembro de la superfamilia Muscicapoidea y es hermana de la familia Muscicapidae. Las dos familias divergieron en el Mioceno hace unos 17 millones de años. La familia anteriormente incluía más especies. Al momento en que se publica la tercera edición del Howard and Moore Complete Checklist of the Birds of the World en 2003, los géneros Myophonus, Alethe, Brachypteryx y Heinrichia estaban incluidos en Turdidae. Posteriormente los estudios de filogenética molecular han encontrado que las especies de estos cuatro géneros están más estrechamente relacionados con especies de la familia  Muscicapidae. Por lo tanto, estos cuatro géneros en la actualidad se encuentran ubicados en Muscicapidae. En cambio el género Cochoa, que anteriormente estaba ubicado en Muscicapidae, se ha demostrado que pertenece a Turdidae.

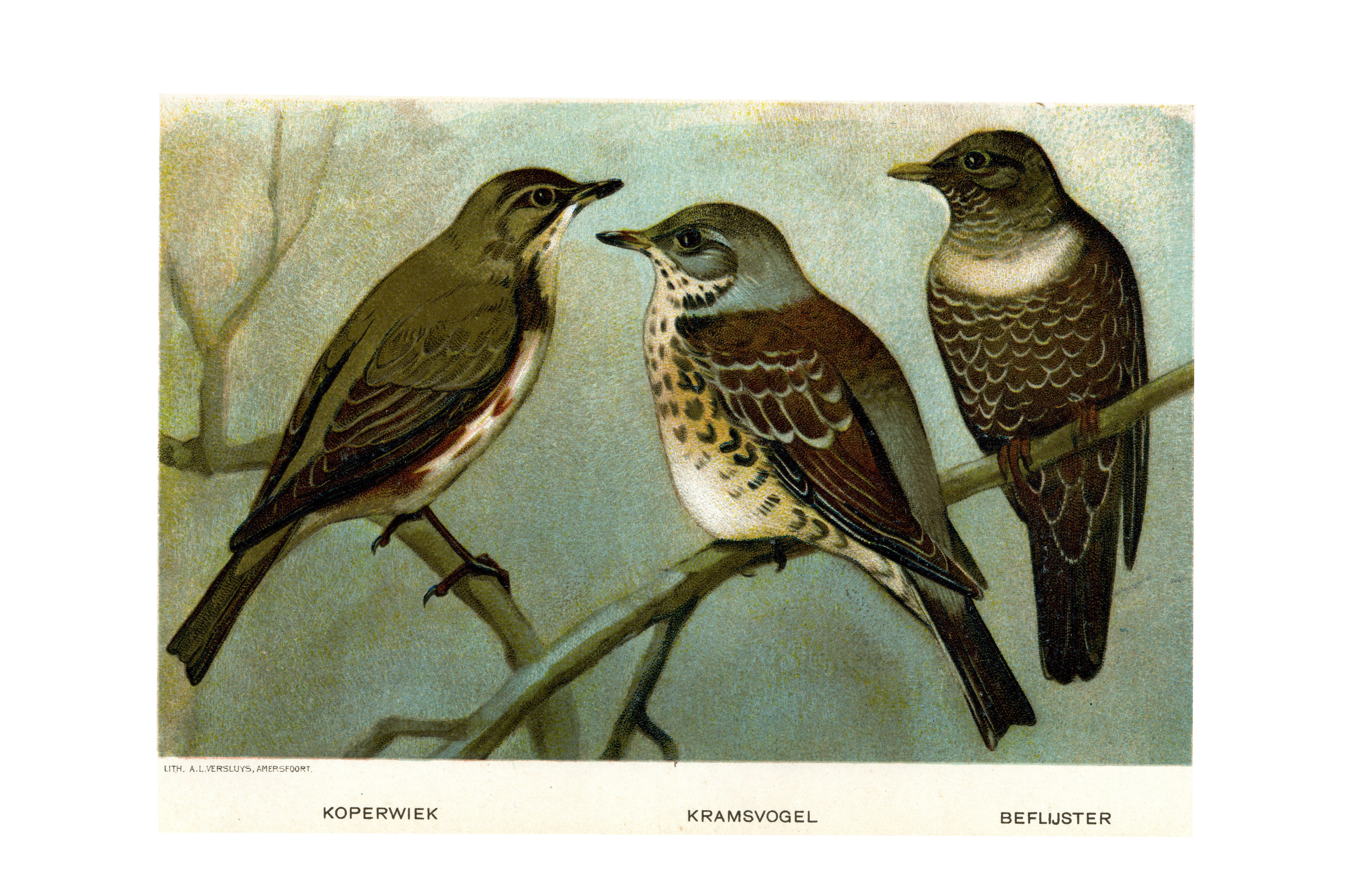
Zorzal alirrojo, zorzal real y mirlo capiblanco.

### Géneros
Actualmente se reconocen los siguientes géneros dentro de la familia:
- Género Neocossyphus: zorzales africanos (2 especies);
- Género Stizorhina: zorzales africanos (2 especies);
- Género Geokichla: zorzales asiáticos (21 especies);
- Género Zoothera: zorzales asiáticos (21 especies, 1 extinta en periodo moderno);
- Género Ixoreus: zorzal pinto (1 especie);
- Género Ridgwayia: zorzal azteca (1 especie);
- Género Cataponera: zorzal montano de Célebes (1 especie);
- Género Grandala: zorzal grandala (1 especie);
- Género Sialia: azulillos (3 especies);
- Género Myadestes: solitarios (10  especies vivas, 2 recientemente extintas);
- Género Cichlopsis: solitario ocre (1 especie);
- Género Catharus: zorzalitos americanos (12 especies);
- Género Hylocichla: zorzal maculado (1 especie);
- Género Entomodestes: solitarios (2 especies);
- Género Turdus: zorzales típicos, de distribución mundial (86 especies, 1 recientemente extinta);
- Género Cochoa: cochoas (4 especies);
- Género Chlamydochaera: zorzal de Borneo (1 especie).

### Trasladados recientemente a Muscicapidae
- Género Alethe: (5 especies);
- Género Brachypteryx: (5 especies);
- Género Monticola: (13 especies, incluye Pseudocossyphus);
- Género Myophonus: (9 especies);
- Género Heinrichia: (1 especie).

## Cocina
Los túrdidos son uno de los muchos tipos de pájaros pequeños que en el pasado han sido atrapados y comidos en gran parte de Europa; la práctica ahora es rara. Entre las formas tradicionales de cocinar los túrdidos se encontraban con polenta o a la parrilla en una brocheta, en Italia; con bayas de enebro en Bélgica; y convertido en un paté o terrina. La cocinera y escritora de cocina francesa Marie-Antoine Carême recomendaba cocinar los túrdidos en crépinettes y servirlos con salsa Périgueux.

## Conexiones con leyendas, mitos o simbolismos culturales
Aunque las aves de esta familia no siempre son figuras prominentes en mitos y leyendas, algunas especies están asociadas con significados simbólicos, presagios y relatos culturales en diversas tradiciones.
- El mirlo americano (Turdus migratorius) es una ave común en América del Norte y tiene profundas asociaciones con el cambio de estaciones, particularmente con la primavera. La llegada del mirlo es a menudo vista como un presagio de los meses más cálidos, y su canto es una señal de renovación. El mirlo es un símbolo de esperanza y nuevos comienzos en muchas culturas nativas americanas, donde a veces se le ve como un mensajero de la primavera, la renovación o el cambio. En algunas culturas indígenas, los mirlos también están asociados con el alma o el espíritu, y su presencia puede verse como un mensaje espiritual o un presagio. A veces se cree que transportan las almas de los fallecidos al más allá, al igual que el petirrojo europeo en el folclore inglés antiguo.[14]

- El mirlo mistletoe (Turdus viscivorus) el mirlo mistletoe es menos conocido que otras especies de mirlos, pero todavía tiene un peso simbólico significativo en Europa. Su nombre proviene de su tendencia a encontrarse cerca del muérdago, que en sí mismo es una planta cargada de leyendas. En las antiguas tradiciones europeas, el muérdago se consideraba una planta mágica, y cualquier pájaro asociado con él (como el mirlo mistletoe) estaría imbuido de parte de esa significancia mística. La asociación del pájaro con el muérdago, que se pensaba que tenía poderes curativos y protectores, a veces llevaba a asociaciones simbólicas entre el mirlo y temas de protección o guardianía.